# Henry Fowler, 1. Viscount Wolverhampton

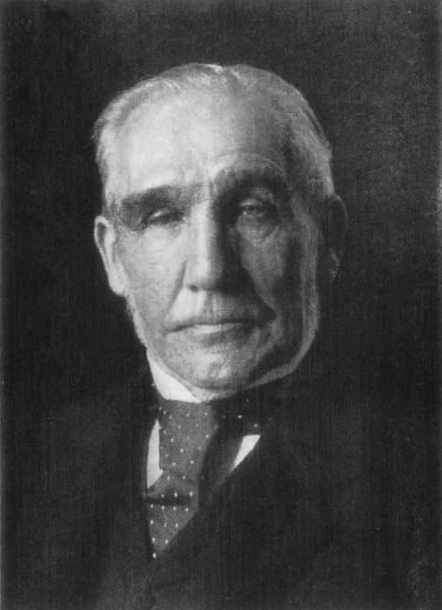
Henry Fowler, 1. Viscount Wolverhampton

Henry Hartley Fowler, 1. Viscount Wolverhampton PC (* 16. Mai 1830 in Sunderland; † 25. Februar 1911), war ein britischer Politiker (Liberal Party). Fowler bekleidete zwischen 1894 und 1920 als Mitglied mehrerer Regierungen verschiedene Ministerposten.

## Leben und Wirken
Fowler begann seine Karriere als Anwalt in Wolverhampton, wo er später bis in das Amt des Bürgermeisters der Stadt aufstieg. 1880 wurde er als Kandidat der Liberalen Partei für den Wahlkreis in seiner Heimatstadt ins House of Commons gewählt. Als Mitglied verschiedener Regierungen bekleidete Fowler zwischen 1894 und 1910 verschiedene hohe politische Ämter: Zwischen 1894 und 1895 amtierte er im Kabinett Rosebery als Indienminister, zwischen 1905 und 1908 als Chancellor of the Duchy of Lancaster (Kabinett Campbell-Bannerman) und zwischen 1908 und 1910 als Lord President of the Council (Kabinett Asquith). 1908 wurde Fowler, der in der britischen Presse zeitweise als Kandidat für das Amt des Premierministers gehandelt wurde, als Viscount Wolverhampton in die Peerage of the United Kingdom erhoben. Mit dem Titel war ein erblicher Sitz im House of Lords verbunden.
1895 wurde er als Knight Grand Commander in den Order of the Star of India (G.C.S.I.) aufgenommen.

## Familie
Fowler hatte zwei Töchter, Ellen Thorneycroft Fowler und Edith Henrietta Fowler, die sich als Schriftstellerinnen hervortaten, sowie einen Sohn Henry, der ihm als Träger des Titels Viscount Wolverhampton nachfolgte.